# Fearless (film 2006)
Fearless (Huo Yuanjia) è un film del 2006 diretto da Ronny Yu ed interpretato da Jet Li.
In Inghilterra e negli Stati Uniti è stato distribuito con il titolo Jet Li's Fearless, mentre in Francia con Le Maitre d'armes.

## Trama
14 settembre 1910. Il maestro di Wushu Huo Yuanjia combatte contro tre lottatori europei: il pugile inglese Peter Smith, l'istruttore dei lancieri del Belgio Hans Herzog e il campione spagnolo di scherma Anthony Garcia. Dopo averli sconfitti tutti, appena prima di affrontare il campione giapponese Anno Tanaka, ha inizio il lungo flashback della sua vita.
XIX secolo. A Tianjin, città della Cina settentrionale nei pressi della capitale Pechino, vive la famiglia di Huo Yuanjia. Il padre è un insegnante di Kungfu, che ha vietato al giovane Huo di praticare arti marziali per motivi di salute, e lo ha indirizzato allo studio della letteratura e della scrittura cinese; avendo però un carattere testardo e indomito, il ragazzo preferisce dedicarsi di nascosto alle tecniche di combattimento, lasciando il suo inseparabile amico e coetaneo Nong Jinsun a fare i compiti al suo posto. Quando un giorno il padre viene sconfitto in un incontro (chiamato Leitai), Huo decide di diventare imbattibile ad ogni costo. Tempo dopo, alla morte del padre, prende il suo posto e sconfigge ad uno ad uno i migliori combattenti della città, cominciando dal figlio dell'avversario che sconfisse suo padre anni prima. La sua fama cresce a dismisura, ma al tempo stesso egli si circonda di perditempo, e passa il suo tempo a fare festini e ad ubriacarsi, trascurando la propria famiglia, in particolare l'amata figlia Giada; questo stile di vita lo porta anche ad indebitarsi notevolmente e ad approfittare della ricchezza del suo amico Nong.
Dopo l'ennesima ubriacatura, Huo viene a sapere che un suo allievo è stato malmenato in uno scontro con un maestro di un'altra scuola, il maestro Qin. Oltraggiato, Huo affronta quest'ultimo proprio il giorno del suo compleanno, in un ristorante posseduto da Jinsun; la lotta si fa sempre più violenta, e termina con la brutale morte di Qin, ma i danni sono ormai fatti, e Jinsung che smette di essere amico di Huo. Assetato di vendetta, un nipote di Qin si vendica uccidendo la madre e la figlia di Huo; scoperto l'accaduto, Huo raggiunge l'assassino in casa sua, e questi confessa l'omicidio e si taglia la gola. La vista della moglie e della figlia del maestro avversario, a cui si uniscono la raggiunta consapevolezza di aver commesso un grave errore e la confessione dell'allievo che rivela di aver insultato lui il maestro Qin, porta Huo a perdere il senno dalla depressione; si imbarca così su una nave, spostandosi nel sud del paese, e si getta in un fiume, ma viene ripescato in fin di vita da un gruppo di contadini di una minoranza etnica e curato da una ragazza non vedente di nome Yueci e da sua nonna. Durante la sua permanenza nel villaggio aiuta nel lavoro nella risaia ed apprende a godere dei momenti della vita, come quello di essere avvolti dalla brezza del vento.
Dopo un periodo di alcuni anni, viene il periodo della Festa di Primavera, il cosiddetto Capodanno Cinese. Huo sente la nonna e Yueci che parlano di andare a rendere omaggio ai propri defunti, come usanza di questo periodo dell'anno in Cina, perciò riflette e decide di tornare a chiedere perdono sulle tombe dei propri cari, e abbandona il villaggio per tornare a Tianjin. Qui trova la propria casa in rovina ed una situazione molto cambiata non solo a Tianjin, ma in tutta la Cina, in cui sono gli stranieri a farla da padroni. Quando legge su un giornale di una sfida lanciata da Hercules O'Brian contro i "Malati dell'Asia" (i cinesi, come erano beffardamente chiamati), Huo capisce che ha una missione da compiere e cerca i soldi per poter partecipare alla sfida, chiedendo aiuto proprio al suo vecchio amico Nong Jinsun, il quale ha venduto il proprio ristorante per ripagare i suoi debiti. Huo vince la sfida, non senza però dimostrare uno straordinario cambiamento, salvando la vita del proprio avversario.
L'episodio porta Huo Yuanjia ad aprire la sua scuola, che chiamerà Jingwu Tiyu Hui. Siccome il suo nome sta acquistando fama, il console giapponese decide di organizzare un incontro per metterlo in cattiva luce, lo stesso incontro a inizio film in cui Huo doveva combattere con quattro avversari stranieri. L'ultimo di questi è appunto Tanaka, maestro di arti marziali giapponese, con cui Huo si incontra prima della sfida, scoprendo una persona corretta e un marzialista raffinato, e con cui sviluppa un profondo rispetto reciproco; Tanaka infatti ha accettato di combattere contro Huo perché ingannato dal console giapponese, che gli ha raccontato che la sfida sarebbe stata solo tra lui e Huo.
Si ritorna così al 1910. Il primo duello tra i due maestri orientali (katana contro bastone a tre pezzi) termina in parità, ma dato che lo scontro ha visto Huo in leggero vantaggio, per evitare imbarazzi il console del Giappone gli fa sostituire il tè, avvelenandolo con l'arsenico. Il secondo scontro, un combattimento a mani nude, procede nuovamente senza che uno dei due riesca a sopraffare l'altro fino a che Huo inizia a vomitare sangue, capendo ciò che è successo: sia Tanaka che Nong Jinsun lo implorano di fermarsi, ma Huo sa che ormai è troppo tardi, quindi decide di continuare. Pur se debole e morente, alla fine riesce a vincere Tanaka, raggiungendolo con il suo pugno letale ma fermandosi prima di colpirlo. Dimostrando una morale marziale incorruttibile, Tanaka riconosce la vittoria di Yuanjia e, furioso e disgustato, redarguisce il console giapponese come uomo senza onore.
Nell'epilogo, lo spirito di Huo pratica il Wushu su un campo, osservato da Yueci. Huo la guarda e sorride. Viene inoltre esplicato che la scuola del maestro Huo si diffonderà in tutto il mondo.

## Personaggi
Alcuni attori e i personaggi che interpretano:
| Nome dell'Attore, Ideogrammi, Pinyin, Nome Internazionale | Nome del Ruolo interpretato, Ideogrammi, Pinyin, Nome Internazionale |
| 1李连杰, Li Lianjie, Jet Li                               | 霍元甲, Huo Yuanjia                                                  |
| 2孫儷, Sun Li, Betty Sun                                  | 月慈, Yueci, Luna                                                    |
| 3董勇, Dong Yong                                          | 農勁蓀, Nong Jinsun                                                  |
| 4鄒兆龍, Zou Zhaolong, Collin Chou                        | 霍恩第, Huo Endi, il padre di Huo Yuanjia                            |
| 5鮑起靜, Bao Qijing, Hee Ching Paw                        | 霍母, Huo Mu, la madre di Huo Yuanjia                                |
| 6中村獅童, Zhongcun Shitong, Shido Nakamura               | 田中安野, Tianzhong Anye, Anno Tanaka                                |
| 7尼芬鍾斯, Nifen Zhongsi, Nathan Jones                    | 大力士奧比音, Dalishi Aobiyin, Hercules O'Brien                      |

## Colonna sonora
La colonna sonora del film è stata composta da Shigeru Umebayashi.
Il cantante taiwanese Jay Chou scrisse e cantò la canzone tema, chiamata anch'essa "Huo Yuanjia". Nella canzone, Chou canta in alcuni segmenti in falsetto.

## Distribuzione

### Edizioni
Il film venne originariamente montato in una versione della durata di 140' ma per venire incontro alle richieste di mercato il film venne accorciato a 105'; per accorciarlo venne tagliata una sequenza con l'attrice Michelle Yeoh e un combattimento con un thaiboxer interpretato da Somluck Kumsing.
Nel 2006 il film venne edito in una versione speciale per la sola Thailandia contenente la scena del combattimento, ma non quella con la Yeoh, la cui durata approssimativa è di 110 minuti.
L'anno successivo per il mercato Hong Kong è stata pubblicata la Director's cut con tutti i 140 minuti, con la parte con Michelle Yeoh sottotitolata. Una release occidentale della Director's cut venne prevista per gli Stati Uniti per luglio 2008.

## Accoglienza
Il film possiede un 73% sul sito Rotten Tomatoes; stando al sito, "Fearless è un punto brillantemente coreografato, splendidamente filmato della gloriosa epopea delle arti marziali di Li." La rivista Empire ha concluso il suo verdetto con due stelle su cinque, ritenendo che "seppur sorprendente, le sequenze d'azione in CG-light e una storia intrigante che va certamente ricordata, Ronny Yu come regista erge a malapena quanto detto sopra il livello dei film direct-to-video, come Hero o La Tigre e il Dragone".
Fearless uscì per la prima volta a Hong Kong il 26 gennaio 2006 come blockbuster, ed arrivò a incassare ben $30,201,600 (a Hong Kong) alla fine del suo corso.
Il 22 settembre 2006, Fearless uscì in ben 1,806 sale cinematografiche del Nord America come Jet Li's Fearless. Nel suo primo weekend, arrivò al secondo posto tra i film che più hanno incassato al momento dopo Jackass Number Two, incassando ben $10,590,244 americani ($5,863 americani per sala). Fu il settimo film di Jet Li di fila a superare i 10 milioni di dollari americani. Alla fine del suo corso in Nord America, il film arrivò a incassare $24,633,730 americani, il che lo ha reso il sesto film in lingua non inglese che ha avuto miglior incassi di sempre negli Stati Uniti. In tutto il mondo, il film ha incassato ben $68,072,848 americani.

## Riconoscimenti
- 2006 - Golden Horse Film Festival
  - Candidatura a Miglior Coreografia d'Azione a Yuen Woo-ping[7]
- 2006 - Hong Kong Film Critics Society Award
  - Miglior attore a Jet Li
  - Film di Merito
- 2007 - Hong Kong Film Awards
  - Miglior Coreografia d'Azione a Yuen Woo-ping
  - Candidatura a Miglior Film
  - Candidatura a Miglior Attore a Jet Li
  - Candidatura a Miglior Nuova Performance
  - Candidatura a Miglior Film Editing a Virginia Katz e Richard Learoyd
  - Candidatura a Miglior Canzone Originale (compositore: Jay Chou, lirico: Vincent Fang, cantante: Jay Chou)
  - Candidatura a Miglior Design Sonoro a Richard Yawn